# Regionalwahl im Aostatal 2003
- SA: 3
- DS: 4
- UV: 18
- SA: 7
- CdL: 3

Die Regionalwahl im Aostatal 2003 fand am 8. Juni statt.

## Ergebnis
| Listen                                                   | Listen                   | Stimmen | %    | Mandate |
| -------------------------------------------------------- | ------------------------ | ------- | ---- | ------- |
|                                                          | Union Valdôtaine         | 35.297  | 47,2 | 18      |
| Unione Walser - Union pour les Walser - Union fur Walser | 277                      | 0,4     | –    |         |
| ↳ Gesamt                                                 | 35.574                   | 47,6    | 18   |         |
|                                                          | Stella Alpina            | 14.815  | 19,8 | 7       |
| Insieme - Ensemble - Zusammen                            | 265                      | 0,4     | –    |         |
| ↳ Gesamt                                                 | 15.080                   | 20,2    | 7    |         |
|                                                          | Democratici di Sinistra  | 7.248   | 9,7  | 4       |
|                                                          | Casa delle Libertà       | 7.041   | 9,4  | 3       |
|                                                          | Arcobaleno Valle d'Aosta | 5.895   | 7,9  | 3       |
|                                                          | Alé Vallée               | 3.539   | 4,7  | 0       |
|                                                          | Destra Valdostana        | 346     | 0,5  | 0       |
| Gesamt                                                   | Gesamt                   | 74.723  | 100  | 35      |
|                                                          |                          |         |      |         |
| Ungültige Stimmen                                        | Ungültige Stimmen        | 3.943   | –    |         |
| Wähler                                                   | Wähler                   | 78.666  | 77,2 |         |
| Wahlberechtigte                                          | Wahlberechtigte          | 101.932 |      |         |
|                                                          |                          |         |      |         |
| Quelle: Regionalregierung                                |                          |         |      |         |